# 苏州大学继续教育学院
苏州大学继续教育学院位于苏州大学天赐庄校区（本部）内，该院目前涵盖成教、自考、培训、出国留学培训四个方面，设立成人教育专业31个、自考专业30个、出国留学培训项目6大专业方向。